# Der Zettelträger Papp
Der Zettelträger Papp ist ein einaktiges Vorspiel von Johann Nestroy. Das Stück entstand 1827 und wurde am 15. Dezember dieses Jahres im ständischen Schauspielhaus Graz uraufgeführt.

## Inhalt
Die erste Fassung des Vorspieles ist für Zwölf Mädchen in Uniform geschrieben, die zweite für gymnastische Darbietungen und die dritte (unvollständige) für die damals beliebten Tierstücke.
Der Haushofmeister und der Bediente Andres unterhalten sich beim Warten auf den neuen Theaterzettel über den Geschmack. Andres will immer nur dasselbe Stück sehen, nämlich „Genofeva“, denn 
„[…] das ist das schönste Stück, und das spielen sie mir schon seit 12 Jahren nicht.“ (Scene 1)
der Haushofmeister einzig das Allerneueste von einer jeweils neuen Schauspieltruppe, die gnädige Frau ausschließlich das „Spectaculöse“, nämlich die Tierstücke und die weiblichen Helden. Der Zettelträger bringt es auf den Punkt:
„Das ist das Wahre, das sag ich auch, nur neu muss eine Gesellschaft seyn, nachher ist's auch gut.  Seyn die Leute einmal ein paar Jahr an einem Ort, o mein Gott, das ist was Langweiliges, nicht einmal ausgepfiffen kann einer so recht ›con amore‹ werden, und von ›Applaus‹ ist schon gar keine Red'; […]“ (Scene 2)
Im Zwiegespräch mit dem Haushofmeister geißelt der Zettelträger die Sitten und Unsitten des zeitgenössischen Theaterbetriebes, wobei es an Seitenhieben auf das Publikum nicht mangelt.

## Werksgeschichte
Als Vorlage des kleinen Werkes diente Johann Nestroy die harmlose Posse Heirat durch die Pferdekomödie oder Die Räuber in den Abruzzen, lokale Posse mit Gesang in einem Aufzuge und einer damit verbundenen Spektakelpantomime in einem Aufzuge von Hermann Herzenskron. Sie wurde erstmals am 28. November 1822, in der Bearbeitung Ferdinand Raimunds, verwendet (im Rahmen einer Benefizvorstellung für Raimund im Leopoldstädter Theater). Raimund spielte dabei selbst den Zettelträger und zählte diese Rolle zu seinen besten Leistungen als Schauspieler, die er deshalb auch noch später öfters verkörperte.
Durch die Neufassung Nestroys wurde das Werk in eine treffsichere Satire umgeschrieben. Im Original unterhält sich der Zettelträger mit dem Gutsherrn von Kieselbach persönlich, der eine Schauspieltruppe zu seinem Geburtstag auf sein Gut kommen lässt. Der Text dieses Originals ist in der Theatersammlung der Österreichischen Nationalbibliothek (M 1612) aufbewahrt.
Der Programmzettel des ständischen Schauspielhauses in Graz vom 15. Dezember 1827 nannte erstmals Nestroy als Autor eines Stückes, wenn auch „nur“ eines Vorspiels, eines knappen Einakters. Er verfasste dieses Vorspiel in verschiedenen Varianten, je nachdem, welches Stück des Abendprogrammes damit eingeleitet werden sollte. Bei der Uraufführung war es Sieben (Zwölf) Mädchen in Uniform (von Louis Angely, 1825), in dem er seine spätere Paraderolle, den Soldaten Sansquartier, erstmals gab. Weitere Vorstellungen waren die Einleitung für den Dorfbarbier von Paul Weidmann, „indianisch-equilibristische Kunstvorstellungen“ und „Tierstücke“. Insgesamt noch sieben Mal wurde das Vorspiel gegeben, nämlich am 19. Februar und 1. Mai 1828, am 3. März und 12. Dezember 1829, am 30. August und 26. November 1830 und am 16. September 1831.
Der Zettelträger Papp ist eine Theatersatire, ein Theater im Theater, ein Thema, das Nestroy sein ganzes Autorendasein hindurch immer wieder aufgriff, von diesem frühen Vorspiel bis hin zum späten Einakter Frühere Verhältnisse.
In einer Kritik der Grätzer Zeitung in ihrer Beilage Der Aufmerksame vom 13. Dezember 1828 steht:
„Beyden Stücken geht, gleichsam als Vorspiel, eine Kleinigkeit voraus, betitelt: Der Zettelträger Papp, eingerichtet von Hr. J. Nestroy, dem Publikum von Seite seines Witzes durch manchen guten Einfall vortheilhaft bekannt.“
Johann Nestroy spielte den Zettelträger Nicodemus Papp.
Erhalten ist lediglich ein Zensurmanuskript von fremder Hand mit dem Titel Der Zettelträger Papp. Ein Vorspiel mit zusätzlichen Vermerken von der Hand Nestroys, sowie einem beigelegten Zettel mit einer eigenhändigen Variante des Einleitungstextes. Der Zensurvermerk gelesen, und die Vorstellung wird zugelassen. Gratz, den 11. Dezember 1827 ist darauf zu lesen. Dieses Manuskript befand sich 1927 im Besitz von Fritz Brukner, der derzeitige Aufbewahrungsort ist nicht bekannt.